# Sphecozone venialis
Sphecozone venialis är en spindelart som först beskrevs av Eugen von Keyserling 1886.  Sphecozone venialis ingår i släktet Sphecozone och familjen täckvävarspindlar. Inga underarter finns listade i Catalogue of Life.